# ONE FC 2
ONE FC 2: Battle of Heroes（ワン・エフシー・ツー：バトル・オブ・ヒーローズ）は、シンガポールの総合格闘技団体「ONE FC」の大会の一つ。2012年2月11日、インドネシア・ジャカルタのケラア・ガディン・スポーツモールで開催された。

## 大会概要
本大会ではフィリップ・エノモトとオーレ・ローセンによるライト級ワンマッチが組まれた。

## 試合結果
| 試合           | 階級         | 勝者                       | 敗者                   | 試合結果                       |
| -------------- | ------------ | -------------------------- | ---------------------- | ------------------------------ |
| アンダーカード |              |                            |                        |                                |
| 1              | ウェルター級 | ズリ・シラワント           | アグス・ナニャン       | 1R 0:47 TKO（パンチ連打）      |
| 2              | ライト級     | ピーター・デイヴィス       | ンガビディ・ムラヤディ | 3R 3:54 三角絞め               |
| 3              | バンタム級   | イラシャード・サイド       | ジェシエ・ラフォルス   | 1R 1:49 KO（ボディブロー）     |
| 4              | フライ級     | ゲヘ・エウスタキーノ       | アレックス・シウバ     | 3R終了 判定3-0                 |
| 5              | フェザー級   | ヴィクトリーノ・センドゥク | レイモンド・チョウ     | 1R 4:02 TKO（膝の負傷）        |
| メインカード   |              |                            |                        |                                |
| 6              | ヘビー級     | ホーレス・グレイシー       | ボブ・サップ           | 1R 1:18 ギブアップ（パウンド） |
| 7              | バンタム級   | グスタボ・ファルシローリ   | キム・スーチョル       | 1R 1:12 リアネイキドチョーク   |
| 8              | ウェルター級 | ルスタム・ハビロフ         | ホドリゴ・ヒベイロ     | 3R終了 判定3-0                 |
| 9              | フェザー級   | クォン・ベヨン             | ホノリオ・バナリオ     | 1R 1:18 リアネイキドチョーク   |
| 10             | ライト級     | フィリップ・エノモト       | オーレ・ローセン       | 2R 3:49 リアネイキドチョーク   |